# 诺鲁瓦堡
诺鲁瓦堡（法語：Noroy-le-Bourg，法語發音：[nɔʁwa lə buʁ]）是法国上索恩省的一个市镇，属于沃苏勒区。

## 地理
诺鲁瓦堡（47°36'53"N, 6°18'20"E）面积31.78 平方千米，位于法国勃艮第-弗朗什-孔泰大區上索恩省，该省份为法国东部内陆省份，北起顺时针与孚日省、贝尔福地区省、杜省、汝拉省、科多尔省和上马恩省接壤。
与诺鲁瓦堡接壤的市镇（或旧市镇、城区）包括：卡尔穆捷、欧特雷莱塞尔、塞尔莱诺鲁瓦、科隆布莱沃苏勒、利诺特河畔当皮埃尔、当瓦莱莱科隆布、列旺、瓦勒鲁瓦勒布瓦、维莱勒塞克。

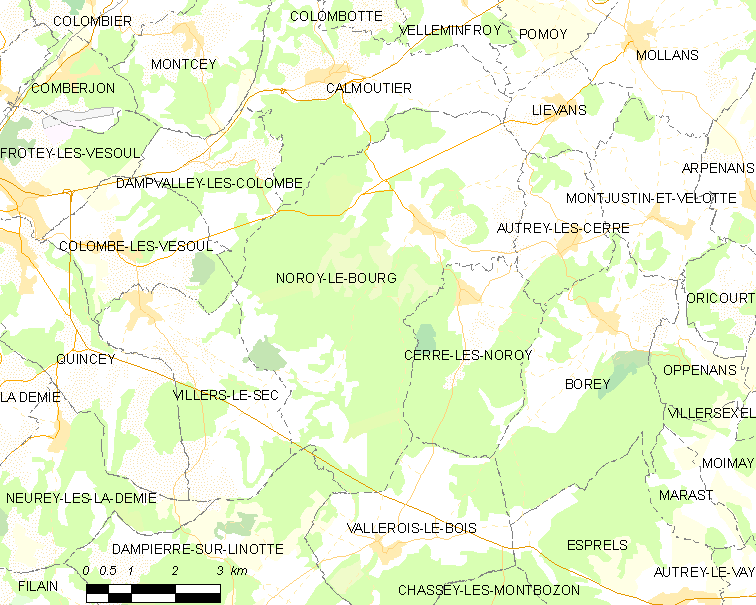
诺鲁瓦堡的OSM定位图

诺鲁瓦堡的时区为UTC+01:00、UTC+02:00（夏令时）。

## 行政
诺鲁瓦堡的邮政编码为70000，INSEE市镇编码为70390。

## 政治
诺鲁瓦堡所属的省级选区为维莱塞克塞勒县。

## 人口

1962-2008年间诺鲁瓦堡人口变化图示

诺鲁瓦堡于2022年1月1日时的人口数量为505人。